# Digital Radio Mondiale

Логотип DRM

Digital Radio Mondiale (DRM) — набор технологий цифрового радиовещания, разработанных для вещания в диапазонах, используемых в настоящее время для вещания с амплитудной модуляцией, в частности на коротких волнах. По сравнению с амплитудной модуляцией DRM позволяет передавать больше каналов с более высоким качеством, используя различные кодеки MPEG-4, из которых самым перспективным на данный момент является xHE-AAC.
DRM также является названием международного некоммерческого консорциума, разрабатывающего и реализующего стандарт вещания DRM. В формировании консорциума приняли участие компании Radio France Internationale, TéléDiffusion de France, BBC World Service, Немецкая волна, Голос Америки, Telefunken (в настоящее время Transradio) и Thomcast (в настоящее время Thomson SA).
В основе идеи DRM лежит два факта: полоса частот является ограниченным ресурсом, в то время как стоимость вычислительной мощности понижается. Таким образом, современные технологии программного сжатия звука позволяют использовать имеющуюся полосу частот более эффективно.

## Возможности
DRM позволяет вести вещание со сравнимым с УКВ ЧМ качеством, но в более низкочастотных диапазонах (длинных, средних и коротких волн). Использование же особенностей распространения волн в этих диапазонах позволяет увеличить дальность распространения сигнала и зону его охвата. Использование диапазона УКВ рассматривается в рамках стандарта DRM+. Стандарт DRM предполагает использование части старой аппаратуры вещания, в частности антенн, для снижения затрат. Вещание в формате DRM устойчиво к эффектам замирания и интерференции сигнала, которым подвержено обычное вещание.

## Технические характеристики
Чаще всего в низкочастотных диапазонах (ДВ, СВ) используется 10-килогерцовая полоса.
| Полоса, Кгц | Битрейт, Кбит/с         | Описание |
| ----------- | ----------------------- | --- |
| 4,5         | 4,8 (абс. минимум)—12,8 | Занимает четверть стандартной частотной полосы ДВ и СВ для I региона (куда входит Россия) и половину полосы для КВ. Посредственное качество звука |
| 5           | 7,1–16,7                | Занимает четверть частотной полосы ДВ и СВ для II региона и половину полосы для КВ. Посредственное качество звука                                 |
| 9           | 12—26                   | Занимает половину частотной полосы ДВ и СВ для I региона                                                                                          |
| 10          | 14,8–34,8               | Занимает половину частотной полосы ДВ и СВ для II региона                                                                                         |
| 18          |                         | Занимает всю частотную полосу ДВ и СВ для I региона                                                                                               |
| 20          | 30,6–72 (абс. максимум) | Занимает всю частотную полосу ДВ и СВ для II региона                                                                                              |

## DRM Plus
С 2005 года альянс DRM изучал возможность использования Digital Radio Mondiale в УКВ-диапазонах вещания с частотой от 30 до 108 МГц. Использование более широкой полосы частот позволяет увеличить ёмкость канала — в полосе шириной 50 кГц возможно получить близкое к CD качество аудио-сигнала (битрейт 350 кбит/c), а в полосе 100 кГц можно передавать телевизионное изображение стандартной чёткости на мобильные приёмники как в технологиях DMB и DVB-H.
31 августа 2009 года DRM+ был официально принят в качестве вещательного стандарта и была опубликована его техническая спецификация. DRM+ является последней версией стандарта DRM и включает как традиционный режим (до 30 МГц), так и расширения для использования в полосе частот от 30 до 174 МГц.

## Diveemo
В конце 2010 года альянс DRM предложил расширение стандарта, Diveemo, предусматривающее передачу видео с разрешением от 176x144 и частотой кадров от 8 кадров в секунду. Предполагаемое использование включает передачу обучающих и информационных видеотрансляций на большие расстояния с минимальными вложениями.

## Использование DRM

### Использование DRM в мире
Стандарт DRM для длинных, средних и коротких волн был утверждён МЭК, а также утверждён МСЭ в 2000 году для применения в большей части мира. Утверждение для второго региона МСЭ (Северная и Южная Америка, Тихий океан) ожидает внесения поправок в существующие международные соглашения. Первые DRM-совместимые цифровые приёмники были представлены в сентябре 2002 года. Первый эфир состоялся 16 июня 2003 года в Женеве (Швейцария), на ежегодной Всемирной конференции радиосвязи, проводимой МСЭ.

### DRM в Великобритании
В стандарте DRM вещает радиостанция BBC World Service

### DRM в Германии
В 2000-е гг. в стандарте DRM вещали общественные радиостанции Deutschlandfunk (общетематическая), Deutschlandradio Kultur (культура), KiRaKa (детская) и коммерческие радиостанции bit eXpress и Kaufradio.

### DRM в Греции
В Афинах ведётся вещание UniWA Radio на средних волнах в стандарте DRM.

### DRM в Индии
В Индии в формате DRM вещает Всеиндийское радио, приёмники можно встретить в машинах такси и тук-туков.

### DRM в Испании
В Мадриде и некоторых других испанских городах идёт вещание средневолновых радиостанций DRM.

### DRM в Италии
В 2002—2007 году в DRM вещали общественные радиостанции Rai Radio 1 и Радио Ватикана.

### DRM в России
В феврале 2010 года Правительственная комиссия по развитию телерадиовещания утвердила DRM в качестве российского стандарта цифрового радиовещания, Правительство РФ признало целесообразным внедрение в России европейской системы цифрового радиовещания DRM, в связи с чем Минкомсвязи России, Минпромторгу России и Росстандарту поручено организовать в 2010—2011 годах разработку и обеспечить утверждение национальных стандартов системы Digital Radio Mondiale.
Согласно проведённому 20 мая 2019 года конкурсу, до 25 декабря 2019 года должны были быть выполнены практические исследования совместной эксплуатации аналоговых (УКВ ЧМ) и цифровых (DRM+) станций радиовещания на базе Ленинградского радиотелевизионного передающего центра Санкт-Петербургского филиала РТРС. Зона опытного аналого-цифрового радиовещания была определена между несущими частотами действующих УКВ-радиостанций Studio21 (95,5 МГц) и Comedy Radio (95,9 МГц). Также, решением ГКРЧ от 2012 года для ДВ диапазона наряду с аналоговым вещанием был добавлен цифровой DRM-формат, однако ни одна радиостанция в нём так и не заработала, а аналоговое вещание вскоре было прекращено.
В 2019 году было заявлено о запуске тестового вещания на территории Чукотского АО.
В 2021 году было запущено тестовое вещание в Магаданской области.

### DRM в Румынии
В формате DRM вещает Международное радио Румынии

### DRM в Северной Корее
Трансляции DRM из КНДР начались 1 августа 2021 года.

### DRM на коротких волнах
В настоящее время в DRM на коротких волнах вещают BBC World Service, Radio France Internationale, Radio Romania International, Radio New Zealand Pacific, China National Radio 1, All India Radio, Trans World Radio и другие.
Ранее в DRM на коротких волнах вещали Голос России, Deutsche Welle, Radio Netherlands, Radio Sweden, Radio Canada International, Radio Exterior de España, KBS World Radio, Радио Японии, Radio Australia, RDP Internacional, Радио Ватикана и другие.

### Радиоприёмники
До недавнего времени для приёма вещания в формате DRM обычно использовались персональные компьютеры. Несколько производителей начали выпуск самостоятельных DRM-приёмников (Avion, Gospell, Himalaya, Sangean, Morphy Richards, Starwaves, Uniwave). Компании Kenwood и Fraunhofer представили прототип специализированной микросхемы-декодера в сентябре 2006 года. Микросхема будет производиться компанией STMicroelectronics. Himalaya продемонстрировала две модели своих приёмников в 2006 году.